# Jón Ásgrímsson
Jón Ásgrímsson (ur. 15 maja 1978) – islandzki lekkoatleta specjalizujący się w rzucie oszczepem.
W 2009 roku wywalczył złoty medal igrzysk małych państw Europy w rzucie oszczepem oraz brąz w pchnięciu kulą. Wielokrotny triumfator mistrzostw Islandii w rzucie oszczepem. Rekord życiowy: 72,47 (5 września 1998, Hafnarfjörður)